# Atlanpole Biotherapies
En france, Atlanpole Biotherapies est le pôle de compétitivité Santé du Grand Ouest, officiellement labellisé en juillet 2005, et couvre les régions Pays de Loire, Bretagne et Centre-Val de Loire. 

## Histoire
Créé sous le nom d'Atlantic Biotherapies, le pôle a été rebaptisé Atlanpole Biotherapies en 2009.
Le pôle fédère plus de 200 acteurs : industriels, grands groupes, PME / startups, laboratoires de recherche, CHU, universités et écoles. 
Voués au développement de médicaments, de dispositifs médicaux et autres outils numériques, les membres d’Atlanpole Biotherapies contribuent à la structuration de la filière HealthTech du Grand Ouest et de la filière santé nationale.  
Dans le sillage de la stratégie du plan Innovation santé 2030, le pôle a recentré en 2023 son activité autour de 4 domaines :   
- Biothérapies / Bioproduction / Pharma
- Technologies Médicales Innovantes
- Numérique pour la Santé
- Prévention des maladies

## Localisation
Le siège social du pôle se situe dans les locaux d'Atlanpole, technopole de Nantes Atlantique, siégeant à Nantes, dans la villa de la Chantrerie, dans le quartier Nantes Erdre.

## Accompagnement
Le pôle propose à ses membres un dispositif d’accompagnement qui couvre l’intégralité de la chaîne de valeur de l’ingénierie de projets impliquant des acteurs du pôle, notamment les PME. 
S’inscrivant dans un ou plusieurs axes d’excellence du pôle et pouvant impliquer un ou plusieurs acteurs de l’innovation (entreprises, laboratoires de recherche, établissements de santé…), ces projets permettent aux entreprises de partager les risques techniques et financiers (projets collaboratifs).
En 2023, le pôle a accompagné 47 projets.